# Surfing under sommer-OL 2020
Surfing under Sommer-OL 2020 bliver afviklet ca. 90 km fra Tokyo ved det populære surfing sted Shidashita på østsiden af halvøen Chiba.

## Turneringsformat
Der er to konkurrencer indenfor surfing ved de olympiske lege, hvor herrer og damer konkurrerer på Shortboard. Der er 20 deltagere af hvert køn. For at være sikre på, at få en fair konkurrence med den bedste surf, er der i alt afsat 16 dage til afvikling af konkurrencerne. Selve konkurrencerne afvikles over to dage.

## Program
| H | Heats | QF | Kvartfinaler | SF | Semifinaler | F | Finaler |

| Dato   | 25. juli | 25. juli | 26. juli | 27. juli | 27. juli | 28. juli |
| ------ | -------- | -------- | -------- | -------- | -------- | -------- |
| Herrer | R1       | R2       | R3       | QF       | SF       | F        |
| Damer  | R1       | R2       | R3       | QF       | SF       | F        |

## Medaljefordeling
| Event  | Guld                       | Sølv                         | Bronze                   |
| ------ | -------------------------- | ---------------------------- | ------------------------ |
| Herrer | Ítalo Ferreira · Brasilien | Kanoa Igarashi · Japan       | Owen Wright · Australien |
| Damer  | Carissa Moore · USA        | Bianca Buitendag · Sydafrika | Amuro Tsuzuki · Japan    |

### Medaljeoversigt
*   Værtsnation ( Japan)
| Rank              | Nation            | Guld | Sølv | Bronze | Total |
| ----------------- | ----------------- | ---- | ---- | ------ | ----- |
| 1                 | USA               | 1    | 0    | 0      | 1     |
| 1                 | Brasilien         | 1    | 0    | 0      | 1     |
| 3                 | Japan*            | 0    | 1    | 1      | 2     |
| 4                 | Sydafrika         | 0    | 1    | 0      | 1     |
| 5                 | Australien        | 0    | 0    | 1      | 1     |
| Total (5 nations) | Total (5 nations) | 2    | 2    | 2      | 6     |